# Майкл Ґейтлі
Майкл Ґейтлі (13 червня 1904 — ) — індійський хокеїст на траві.
Олімпійський чемпіон 1928 року.